# Partido Agrario (Chile)
El Partido Agrario (PA) fue un partido político chileno de centro, creado en 1931 y disuelto en 1945. Nació a partir de los intereses expresados por sectores agrícolas de la zona de Temuco. Sus principales organizadores fueron: Braulio Sandoval, Manuel Bart, Vicente Reyes y Fortunato Navarro.
Su programa político radicaba principalmente en dar representatividad al gremio de agricultores desde Talca a Cautín. Este partido, de corte regionalista, tuvo integrantes con raíces liberales y radicales en su mayoría. En las elecciones parlamentarias de 1932 obtuvo cuatro diputados. En 1945 el partido se fusionó con la Alianza Popular Libertadora (APL), para formar el Partido Agrario Laborista (PAL), junto a otras fuerzas políticas.

## Historia

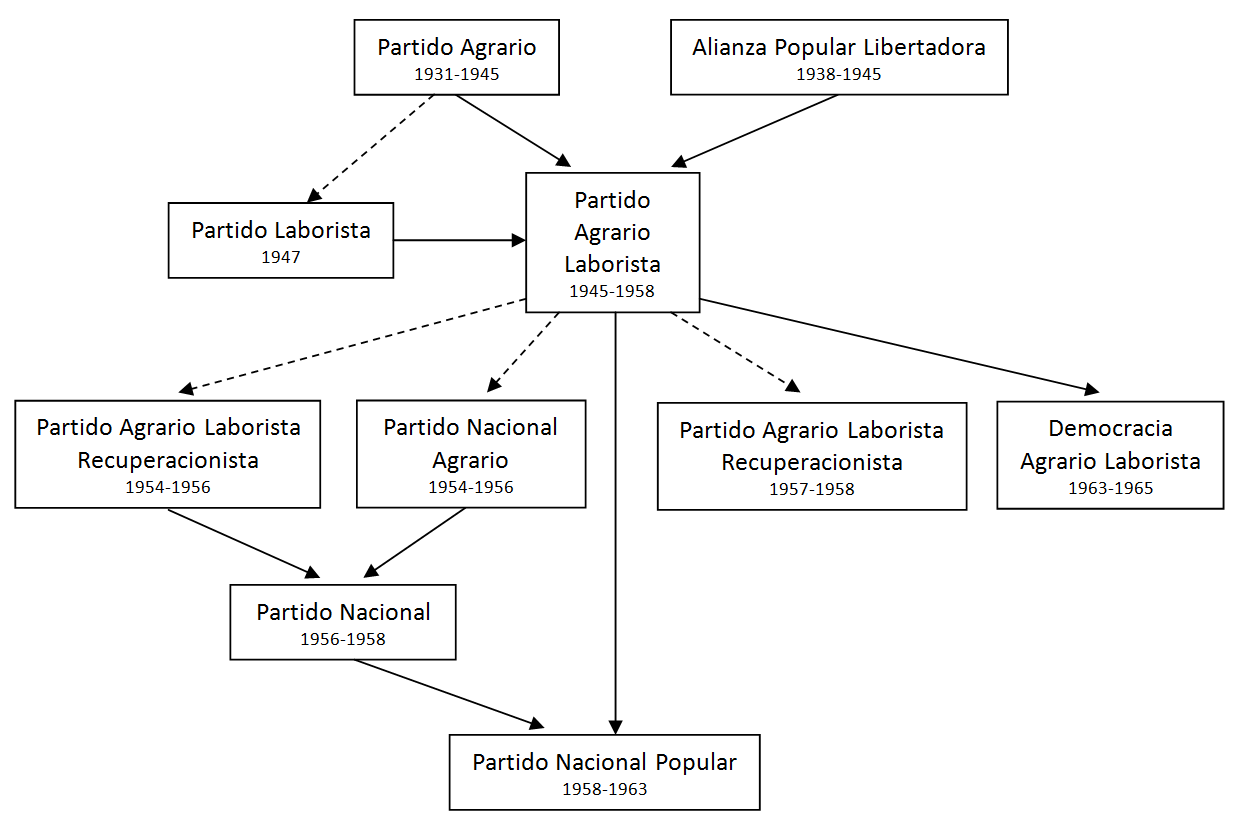
Esquema que muestra la relación histórica de los partidos agrario-laboristas.

En 1931 elementos descontentos con el centralismo imperante en el régimen parlamentario de Chile, fundaron el Partido Agrario. Con una base regional ubicada en la región de La Araucanía, específicamente enraizada en los sectores agrícolas de la antigua provincia de Cautín, militantes de origen liberal y radical, descontentos con el proceder de sus partidos decidieron crear un nuevo referente político que fuese capaz de representar sus problemáticas particulares.
La mayoría de sus integrantes provenían de los partidos Liberal y Radical. Doctrinariamente era proclive al corporativismo, y sus primeros objetivos reales fueron dar forma a la idea gremial agrícola y dar representación política a quienes formaran parte de este gremio agrícola.
En las primeras elecciones que participó el partido agrario fueron las parlamentarias de 1932, donde logró obtener cuatro diputados electos: Manuel Bart Herrera, Jorge Ebensperger Richter, Zenón Manzano Ezquerra y Fortunato Navarro Herrera. En cuanto a las elecciones municipales, presentó candidatos en las elecciones de 1935 hasta las de 1944. En las elecciones municipales de 1935, logró obtener 23 regidores electos, en las elecciones de 1938, 44 regidores electos; en las elecciones de 1941, 29 y en la de 1944, 22 regidores.
En 1934 la colectividad celebró una convención en Temuco, dónde se llegó a acuerdo sobre ampliar las actividades de trabajo del partido. En dicha ocasión además se definió a la colectividad con un carácter corporativista. Al poco tiempo el partido fue creciendo y aumentando su alcance a un nivel más nacional, incorporando entre sus filas a grupos universitarios.
En las elecciones parlamentarias de 1937 pudo obtener dos diputados: Julián Echavarri Elorza y Alejandro Dussaillant Louandre. En las elecciones parlamentarias de 1941 y de 1945, obtuvo tres diputados electos. Por otra parte, el primer senador por este partido se logró en las elecciones de 1941, cargo ostentado por Humberto del Pino.
En la declaración de principios que emanó el partido en 1942 se señaló:

"El partido agrario no es un nuevo partido político, ni nace para defender mezquinamente los intereses de la agricultura... Es un movimiento nacional corporativo y su nombre, que parece limitado, expresa que el primer grupo gremial, el agrícola, que adquiere forma".

La bandera de lucha política que el Partido Agrario levantaba impulsaba la creación de una «Cámara Económica Nacional», integrada por los gremios, junto con una «Cámara Política» de elección popular. Entre los principios de carácter social que buscaba impulsar el partido, se puede mencionar el reparto de utilidades entre el capital y el trabajo en relación con la función social desarrollada; además, que el Estado debía ser un simple relacionador de fuerzas de la economía nacional, y por último, que la economía debía ser apreciada como la principal y más importante actividad económica del país.
En el contexto de la elección presidencial de 1942 el Partido Agrario apoyó la candidatura del radical Juan Antonio Ríos. Después que éste obtuviera el triunfo, el partido no aceptó ofrecimientos de cargos en su gobierno.
En 1945 el partido se fusionó con la Alianza Popular Libertadora (APL), tomando la nueva entidad el nombre de Partido Agrario Laborista (PAL).
Posteriormente reapareció brevemente al separarse del PAL entre 1952 y 1957.[cita requerida]

## Principios programáticos
El Partido Agrario se distinguió en términos políticos como una colectividad de centro y con claros atisbos corporativistas. En la década de 1930 el corporativismo surgió como una fuerza de "tercera posición" entre el liberalismo y el marxismo. Por sus condenas del liberalismo económico y la democracia captó la rápida atención de un vasto número de católicos que habían desconfiado de los principios impuestos desde 1789. Ya fuese por razones hondamente religiosas, como por motivos de oportunidad política, el corporativismo constituyó una escuela política y económica de inesperada longevidad en la historia de Chile.
En ese sentido fueron numerosas las colectividades y publicaciones que recogieron estas iniciativas. Emergió una corriente que tomó la tesis del corporativismo en el ámbito eminentemente económico, y que señaló la hora del quiebre total con los partidos políticos chilenos tradicionales. Los partidos decimonónicos (Radical, Conservador y Liberal) estaban, a juicio de los principios del agrarismo, condenados a ceder ante las fórmulas nacionales y populares que iban desde el culto al personalismo (el ibañismo) hasta las de tipo corporativo.
Los representantes del partido defendieron siempre una política proteccionista a favor del agro. Fueron públicamente contrarios a la izquierda y defensores acérrimos de la propiedad privada. En 1934 el partido declaró sus lineamientos en un congreso realizado en Temuco, en aquella oportunidad se destacaron los siguientes puntos: «Defensa de la propiedad privada pero con función social; subdivisión racional del trabajo; apoyo a las leyes que acerquen el capital y el trabajo, con énfasis al sector agrícola. Incentiva a la existencia de créditos a bajo interés para las actividades productivas; construcción de obras productivas como ferrocarriles, obras de regadío y caminos. Reorganización de la enseñanza fiscal; reducción del gasto público y paulatinamente de los impuestos».

## Resultados electorales

### Elecciones parlamentarias
|  | 2,01 % |

|  | 1,72 % |

|  | 1,65 % |

|  | 1,93 % |

|  | 1,04 % |

### Elecciones municipales
|  | 1,31 % |

|  | 1,94 % |

|  | 1,19 % |

|  | 1,18 % |

|  | 1,25 % |